# Zyprische Wechselkröte

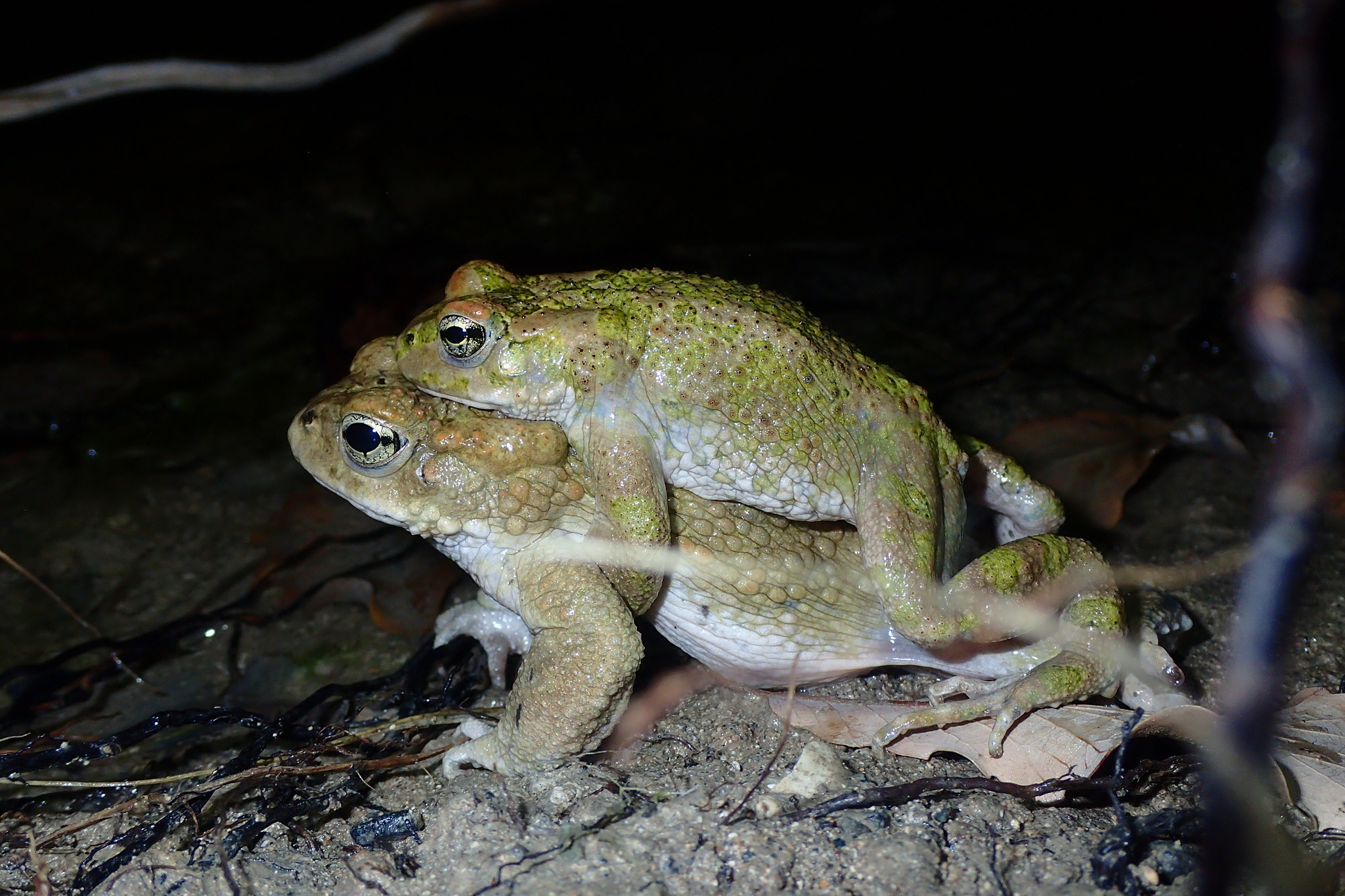
Paarung

Die Zyprische Wechselkröte (Bufotes cypriensis), Synonyme (wissenschaftlich nicht mehr gültig: Bufo viridis ssp., Bufo viridis arabicus), ist ein Froschlurch aus der Gattung Bufotes innerhalb der Familie der Kröten (Bufonidae). Die Art lebt endemisch auf Zypern, meist an der Küste.

## Merkmale
Die Zyprische Wechselkröte zählt zu den kleinwüchsigen Vertretern der Gattung Bufotes. Adulte Exemplare erreichen maximale Körperlängen um 6 cm; ein typisches Beispiel für Inselverzwergung. Auch in Färbung und Zeichnung unterscheidet sie sich von den europäischen und nordafrikanischen Festlandarten sowie von den Wechselkröten anderer Mittelmeerinseln, beispielsweise der Balearen-Wechselkröte.

## Stammesgeschichte

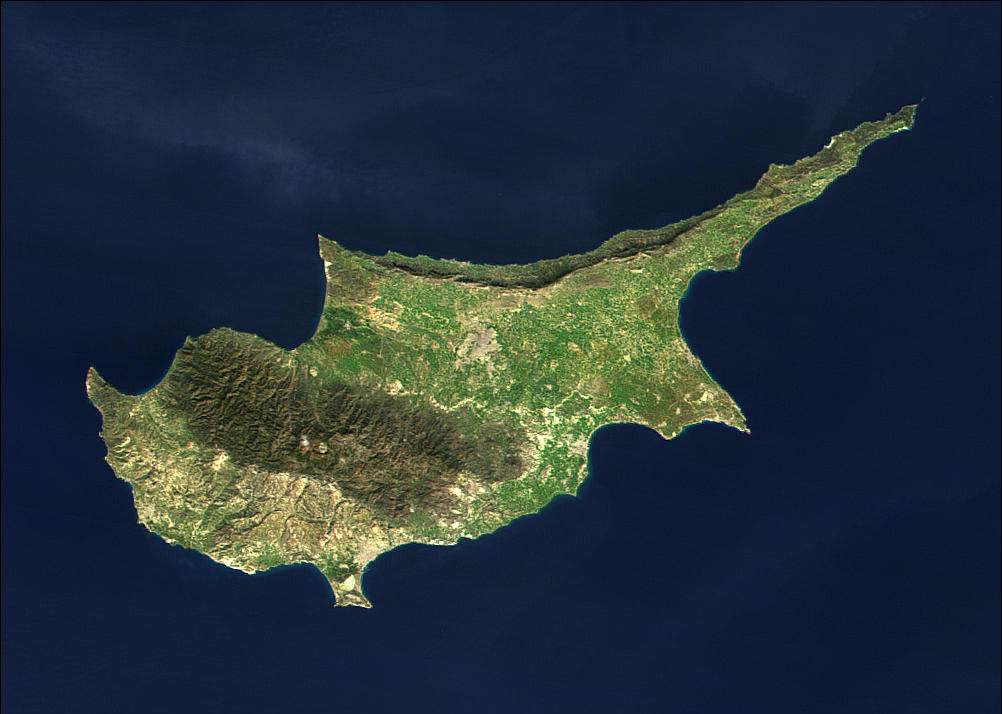
Zypern, Satellitenbild

Erdgeschichtlich besaß Zypern einst enge Beziehungen zu Syrien und Palästina. Zur geografischen Trennung Zyperns von Vorderasien kam es im späten Pliozän bzw. zu Beginn des Pleistozäns durch Plattentektonik. Umweltbedingte Einflüsse (Klima, Ernährung, Isolation) über lange Zeiträume hinweg förderten den Prozess zur Entstehung dieser endemischen Art mit eigenem genetischen Code. Molekulargenetische und Phylogenetische Untersuchungen (DNA-Barcoding, RAD-seq, mtDNA) durch Christophe Dufresnes und seine Mitarbeiter belegen 2019 Bufotes cypriensis als eigenständige Art.
Die Gattung Bufotes wurde im Jahr 2011 für verschiedene Arten aus dem Artenkomplex der Wechselkröten (ursprünglich Bufo viridis) wiedererrichtet. Zu dieser Gattung gehören verschiedene Wechselkrötenarten der Mittelmeerinseln und des europäischen und nordafrikanischen Festlandes bis in den Nahen Osten und nach Zentralasien.

## Umweltsituation
Die zyprische Amphibienfauna ist aufgrund der ariden Umweltverhältnisse artenarm. Sicher nachgewiesen sind nur drei Froschlurcharten Zyprische Wechselkröte, Mittelöstlicher Laubfrosch und Seefrosch. Durch die intensive Malariabekämpfung in den 1970er/1980er Jahren, in denen periodisch zahlreiche stehende Wasseransammlungen mit flüssigem DDT besprüht wurden, sind viele Populationen verschwunden.
Aussagen zur heutigen Gesamtverbreitung und Gefährdung der Zyprischen Wechselkröte gestalten sich aufgrund der politischen Lage (Zypernkonflikt) schwierig. Das abgebildete Exemplar stammt aus der Umgebung des Schutzgebiets Limassol Salt Lake. Die IUCN stuft diese Art als (Near Threatened) potenziell gefährdet ein. Die Gründe dafür sind Zerstörung ihres Lebensraumes und die Verwendung von Pestiziden in der Landwirtschaft. Ob diese Art auch in geschützten Gebieten vorkommt ist noch nicht abschließend erforscht.
Auf der Insel ebenso heimisch sind verschiedene Reptilienarten, darunter der Hardun und die giftige Levanteotter.